# أربعة عشرية

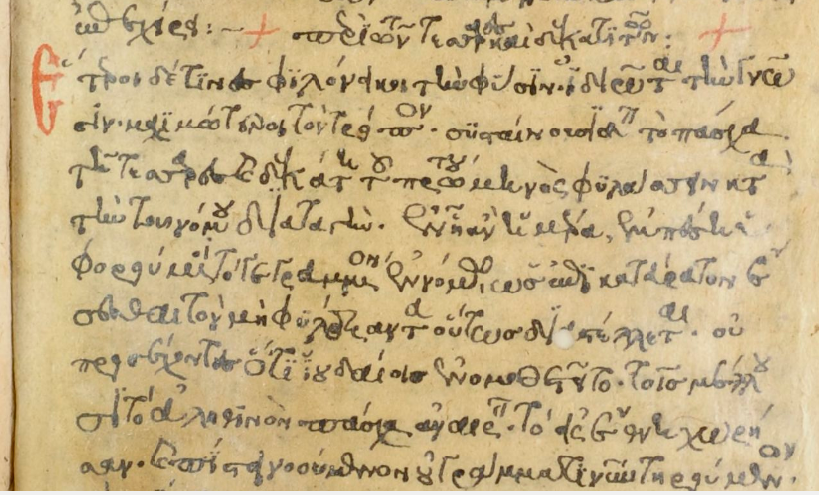

الأربعة عشرية هي عادة مسيحية باحتفال عيد الفصح يوم 14 نيسان أو 14 أبيب حسب تقويم الكتاب العبري (سفر اللاويين 23 : 5).
حسب إنجيل يوحنا ( مثل يوحنا 19 : 14) صلب يسوع في القدس يوم الجمعة 14 نيسان، بينما تضع الأناجيل السينوبتية الحدث في الجمعة 15 نيسان، اليوم الأول من خبز الفطير.